# Mark Letheren
Mark Letheren (* 1971 in Chelmsford, Essex, England) ist ein britischer Schauspieler in Film und Fernsehen.

## Leben
Mark Letheren besuchte das Ardingly College. Er absolvierte eine Schauspielausbildung an der Guildhall School of Music and Drama in London, die er 1992 abschloss. Er trat als Theaterschauspieler in zahlreichen Theaterinszenierungen an verschiedenen britischen Bühnen auf. Er spielte unter anderem die Rolle des Jamie in der Uraufführung des Theaterstücks Beautiful Thing von Jonathan Harvey (Bush Theatre, London, 1993). Bei der Royal Shakespeare Company spielte er 1996  den Flaut (Francis Flute) in Ein Sommernachtstraum. Mit dieser Rolle gastierte er im selben Jahr im Lunt Fontanne Theatre auch am Broadway in New York. Am Derby Playhouse und am The Royal Lyceum in Edinburgh trat er 1998 als Frederick Clegg in einer Bühnenfassung des Romans Der Sammler (The Collector) von John Fowles auf. 2001 spielte er am The Minerva Theatre in Chichester den Irwin in The Secret Rapture von David Hare. Im Oktober 2007 folgte Cloud Nine von Carol Churchill am Almeida Theatre in Islington. 2009 übernahm er die Rolle des George in All my sons von Arthur Miller am Octagon Theatre in Bolton. Ab April 2010 spielte er dort in Comedians von Trevor Griffiths.
Letheren übernahm auch zahlreiche Rollen in Film und Fernsehen. Er übernahm hierbei mehrere durchgehende Serienrollen, wiederkehrende Episodenrollen und auch Gastrollen. Er spielte unter anderem in den britischen Fernsehserien A Touch of Frost, Noah's Ark, Gerichtsmediziner Dr. Leo Dalton und Waking the Dead – Im Auftrag der Toten. Besonders bekannt wurde er durch seine Rolle als Journalist Simon Kitson in der Krimiserie The Bill und durch seine durchgehende Serienrolle als Detective Sergeant Kevin Geoffries in Hautnah – Die Methode Hill. Seit 2008 spielt er die Rolle des Ben Harding in der BBC-Krankenhausserie Casualty.
Sein Kinodebüt gab Letheren 1995 an der Seite von Robert Downey Jr. in dem historischen Filmdrama Restoration – Zeit der Sinnlichkeit. Zu seinen weiteren Filmrollen gehörten unter anderem: der Charles Parker in Oscar Wilde unter der Regie von Brian Gilbert, der Schauspieler Dickie in dem romantischen Kostümfilm  Stage Beauty und der Villard in dem Science-Fiction-Thriller Control – Du sollst nicht töten.

## Filmografie (Auswahl)
- 1993–2002: The Bill (Fernsehserie, 28 Folgen)
- 1995: Restoration – Zeit der Sinnlichkeit (Restoration)
- 1996: A Touch of Frost (Fernsehserie)
- 1997: Noah’s Ark (Fernsehserie)
- 1997: Oscar Wilde (Wilde)
- 1998–2012: Silent Witness (Fernsehserie, 10 Folgen)
- 1998–2015: Casualty (Fernsehserie, 22 Folgen)
- 2000: The Blind Date
- 2001, 2005: Heartbeat (Fernsehserie, Folgen 11x03, 15x06)
- 2001: South West 9
- 2003–2008: Hautnah – Die Methode Hill (Fernsehserie, 28 Folgen)
- 2004: Stage Beauty
- 2004: Control – Du sollst nicht töten (Control)
- 2005: Waking the Dead – Im Auftrag der Toten (Waking the Dead, Fernsehserie, Folgen 5x11–5x12)
- 2011: Garrow’s Law (Fernsehserie, Folge 3x01)
- 2014: EastEnders (Soap, 3 Folgen)
- 2015: Inspector Banks (DCI Banks, Fernsehserie, Folgen 4x05–4x06)
- 2016: Guilt (Fernsehserie, Folgen 1x01–1x03)
- 2017–2019: Delicious (Fernsehserie, 10 Folgen)